# Regulation der Futteraufnahme
Die Regulation der Futteraufnahme wird bei Tieren durch das Steuerungssystem von Hunger und Sättigung geregelt. Der Hunger wird dabei als Nahrungsaufnahmetrieb definiert, während die Stillung dieses Triebes als Sättigung bezeichnet wird. Hunger löst demnach bei freiem Zugang zum Futter meist die Aufnahme einer Mahlzeit aus. Sättigung dagegen führt zur Beendigung der Mahlzeit.
Freilich kann ein Tier auch zu fressen beginnen, ohne Hunger zu haben. Dies trifft zum Beispiel zu, wenn einem satten Tier ein besonders schmackhaftes Futter angeboten wird. Der Appetit wird demnach als Verlangen nach einem bestimmten Futter definiert.
Dabei können neben der sensorischen Beschaffenheit des Futters auch Stoffwechselfaktoren eine Rolle spielen. So fressen zum Beispiel an Acetonämie erkrankte Kühe lieber Heu als Kraftfutter. Gesunde Kühe dagegen bevorzugen das Gegenteil. Dieses Beispiel zeigt, dass der Appetit sehr variabel ist. Dabei sind vielfach Lernvorgänge im Spiel. Das Tier vermag die Bekömmlichkeit oder Unbekömmlichkeit mit den sensorischen, insbesondere den geschmacklichen Eigenschaften des betreffenden Futters zu assoziieren und reagiert daher auf unbekömmliches Futter mit Inappetenz. Man spricht in diesem Zusammenhang von erlernten Geschmacksaversionen.
Die bei bestimmten Vitamin- und Mineralstoffmangelzuständen (z. B. Vitamin B1-Mangel oder Zinkmangel) auftretenden Verzehrsdepressionen gehen teilweise auf derartig erlernte Geschmacksaversionen zurück.
Im Gegensatz zum Säugetier assoziiert der Vogel nicht die geschmacklichen, sondern visuellen Eigenschaften (Farbe, Form) des Futters mit der Bekömmlichkeit bzw. Unbekömmlichkeit des jeweiligen Futters. Dies führt insbesondere bei Seevögeln oft zum Tod durch aufgenommenen Plastikmüll, der in den Meeren treibt.
Viele Befunde deuten darauf hin, dass auch die als Begleitsymptom vieler Erkrankungen auftretende Inappetenz beim Säugetier zum Teil Ausdruck einer erlernten Geschmacksaversion ist, auch wenn die Erkrankung nicht fütterungsbedingt ist. Das Tier scheint bei vielen Erkrankungen das gestörte Wohlbefinden fälschlicherweise mit den geschmacklichen Eigenschaften des während der Krankheitsentstehung aufgenommenen Futters zu assoziieren und reagiert daher mit Inappetenz gegenüber dem betreffenden Futter. Durch Futterwechsel kann man in solchen Fällen die Futteraufnahme vorübergehend stimulieren.